# Zyrjanskoe
Zyrjanskoe (in russo Зырянское?) è un villaggio della Russia asiatica nell'oblast' di Tomsk; è il centro amministrativo del rajon Zyrjanskij.
Si trova sul fiume Čulym, 130 km a nord-est di Tomsk.